# Чистовське
Чи́стовське (каз. Чистов) — село у складі району Магжана Жумабаєва Північноказахстанської області Казахстану. Адміністративний центр Чистовського сільського округу.
Населення — 950 осіб (2021; 1109 у 2009, 1109 у 1999, 1660 у 1989).
Національний склад станом на 1989 рік:
- росіяни — 71 %.